# Vela nos Jogos Olímpicos de Verão de 1912 - 10 Metre
As provas da classe 10 Metre da vela nos Jogos Olímpicos de Verão de 1912 ocorreram entre 20 e 22 de julho daquele ano na costa de Nynäshamn na Suécia. Duas regatas foram programadas, além de eventuais saídas de barco. Para esta classe, houve 28 marinheiros, em 4 barcos, de 3 nações inscritas. 

## Calendário
| ● | Competições desportivas | ● | Finais |

| 8 Metre                   |  | ● | ● | ● |  | Corridas internacionais | Corridas internacionais | Corridas internacionais | Corridas internacionais | Corridas internacionais | Corridas internacionais | Corridas internacionais | Corridas internacionais | Corridas internacionais |
| Total de medalhas de ouro |  |   |   | 1 |  |                         |                         |                         |                         |                         |                         |                         |                         |                         |

## Configuração do curso
O percurso A ilustrado na figura a seguir foi usado durante as regatas olímpicas de 10 Metre de 1912 em todas as duas corridas:

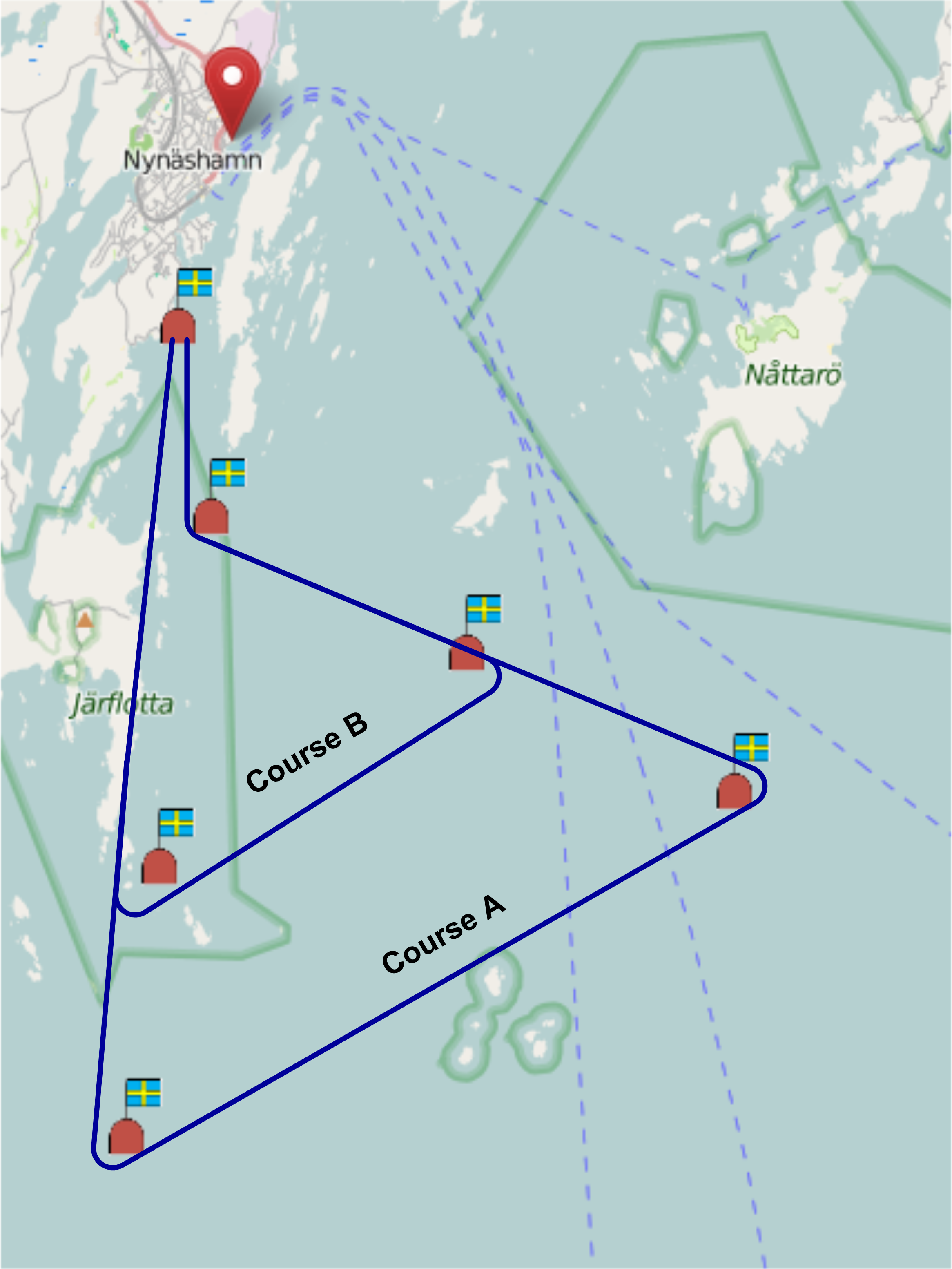
Área do curso

## Medalhistas
O grupo sueco Filip Ericsson, Carl Hellström, Paul Isberg, Humbert Lundén, Herman Nyberg, Harry Rosenswärd, Erik Wallerius e Harald Wallin finalizou a competição em primeiro lugar, conquistando a medalha de ouro. A prata firmou-se com os finlandeses Harry Wahl, Waldemar Björkstén, Jacob Björnström, Bror Brenner, Allan Franck, Erik Lindh e Juho Aarne Pekkalainen. Por fim, a medalha de bronze ficou com a equipe russa Esper Beloselsky, Ernst Brasche, Karl Lindholm, Nikolay Pushnitsky, Aleksandr Rodionov, Joseph Schomacker e Philipp Strauch.
|  | SWE Suécia |  | FIN Finlândia                                                                                              |  | RU1 Império Russo |
|  | Filip Ericsson Carl Hellström Paul Isberg Humbert Lundén Herman Nyberg Harry Rosenswärd Erik Wallerius Harald Wallin |  | Harry Wahl Waldemar Björkstén Jacob Björnström Bror Brenner Allan Franck Erik Lindh Juho Aarne Pekkalainen |  | Esper Beloselsky Ernst Brasche Karl Lindholm Nikolay Pushnitsky Aleksandr Rodionov Joseph Schomacker Philipp Strauch |

## Resultados
Estes foram os resultados da competição:
| Pos.              | Embarcação         | Tripulação | 1ª regata | 1ª regata | 1ª regata | 2ª regata | 2ª regata | 2ª regata | Pontos totais | Desempate | Desempate | Desempate |
| Pos.              | Embarcação         | Tripulação | Pos.      | Tempo     | Pontos    | Pos.      | Tempo     | Pontos    | Pontos totais | Pos.      | Tempo     |           |
| ----------------- | ------------------ | --- | --------- | --------- | --------- | --------- | --------- | --------- | ------------- | --------- | --------- | --------- |
| Medalha de ouro   | Kitty · Suécia     | Carl Hellström Erik Wallerius Harald Wallin Humbert Lundén Herman Nyberg Harry Rosenswärd Paul Isberg Filip Ericsson | 1         | 3h46'04"  | 7         | 1         | 3h43'51"  | 7         | 14            |           |           |           |
| Medalha de prata  | Nina · Finlândia   | Harry Wahl Waldemar Björkstén Jacob Björnström Bror Brenner Allan Franck Erik Lindh Juho Aarne Pekkalainen           | 2         | 3h59'07"  | 3         | 3         | 3h50'09"  | 1         | 4             | 1         | 4h21'41"  |           |
| Medalha de bronze | Gallia II · Rússia | Esper Beloselsky Ernst Brasche Karl Lindholm Nikolay Pushnitsky Aleksandr Rodionov Joseph Schomacker Philipp Strauch | 3         | 3h59'20"  | 1         | 2         | 3h45'38"  | 3         | 4             | 2         | 4h23'17"  |           |
| 4                 | Marga · Suécia     | Wilhelm Forsberg Björn Bothén Bertil Bothén Erik Lindén Erik Waller Arvid Perslow                                    | 4         | 4h01'11"  | -         | 4         | 3h50'30"  | -         | -             |           |           |           |